# Bonde söker fru 2009
Bonde söker fru 2009 är den fjärde säsongen av TV4:s dejtingsåpa Bonde söker fru.
Under våren 2009 presenterade TV4 på webbsidan för Bonde söker fru de bönder som skulle delta i årets upplaga av Bonde söker fru. Programmet spelades in under sommaren 2009 och startade 7 oktober samma år. Per-Jörgen "Pecka" Östling, Thilde Höök, Jan-Olof "Janne" Hansson och Roger Karlsson var de bönder som TV4 valde att följa under säsongen.
Den 21 maj visade TV4 ett så kallat porträttprogram där TV-tittarna för första gången fick möta de nya bönderna.

## Medverkande[1]
De medverkande bönderna är följande:
- Elin Torstensson, 32-årig mjölkbonde från Österbybruk i Uppland.[2]
- Roger Karlsson, 43-årig mjölkbonde från Ljusterö i Uppland.[3]
- Per-Jörgen ”Pecka” Östling, 31-årig mjölkbonde från Gammelsträng i Hälsingland.[4]
- Jan-Olof ”Janne” Hansson, 37-årig köttbonde från Järvsö i Hälsingland.[5]
- Thilde Höök, 26-årig hästbonde från Månkarbo i Uppland.[6]
- Karl-Magnus ”Kalle” Pettersson, 33-årig spannmålsbonde från Vadstena i Östergötland.[7]
- Mikael Karlsson, 45-årig köttbonde från Eneryda i Småland.[8]
- Kenneth Hultkvist, 27-årig mjölkbonde från Kalmar i Småland.[9]